# 낙상홍
낙상홍(落霜紅)은 감탕나무과 감탕나무속에 속하는 나무이다. 형태는 낙엽활엽관목이며, 크기는 2-3m이다. 잎은 어긋나고, 긴 타원형 또는 난상 타원형으로 길이 4-8cm, 폭 3-4cm이며, 끝이 뾰족하고 가장자리에 톱니가 있으며, 양면에 짧은 털이 있다.